# (34663) 2000 WT173
2000 WT173 (asteroide 34663) é um asteroide da cintura principal. Possui uma excentricidade de 0.07352780 e uma inclinação de 12.95566º.
Este asteroide foi descoberto no dia 26 de novembro de 2000 por LINEAR em Socorro.